# Marle, Aisne
Marle là một xã ở tỉnh Aisne, vùng Hauts-de-France thuộc miền bắc nước Pháp.